# Dave Lombardo
David Lombardo (L'Avana, 16 febbraio 1965) è un batterista statunitense, noto per essere stato componente degli Slayer dal 1981 al 1992 e nuovamente dal 2002 al 2013.
È inoltre un turnista che collabora con vari gruppi, tra cui Grip Inc. e Fantômas. Dal 2016 fa parte del gruppo crossover Suicidal Tendencies, mentre dal 2022 è anche componente dei Testament. Nel 2017 e nel 2022 sono usciti i due album dei Dead Cross che lo vedono alla batteria; tuttora suona inoltre nei Mr. Bungle e negli Empire State Bastard.

## Biografia

### Primi anni
Nel 1967 la sua famiglia emigra negli Stati Uniti d'America. Lombardo inizia la pratica musicale, da autodidatta, suonando le percussioni durante le manifestazioni scolastiche, e all'età di 12 anni comincia a suonare la batteria ispirato dalla musica dei Kiss e dei Led Zeppelin, coi relativi batteristi Peter Criss e John Bonham come punti di riferimento. Presto forma il suo primo gruppo, gli Escape, con cui suona brani di Led Zeppelin, AC/DC e Black Sabbath.

### Slayer (1981-1992)
Nel 1981 entrò nei Sabotage, gruppo che lo portò ad incontrare il chitarrista Kerry King, il quale lo invitò ad entrare nel gruppo da lui fondato, gli Slayer. Lombardo uscì dal gruppo dopo la pubblicazione del terzo album in studio Reign in Blood (1986) a causa dei rapporti discordanti con gli altri membri del gruppo; tuttavia dopo qualche mese rientrò nel gruppo e insieme pubblicarono South of Heaven (1988) e Seasons in the Abyss (1990). Nel 1992, in seguito alla conclusione del Clash of the Titans tour con Megadeth, Testament e Suicidal Tendencies, Lombardo abbandonò nuovamente il gruppo per dedicarsi alla famiglia dopo la nascita del primo figlio.

### Attività da turnista (1992-2001)
Dal 1992 al 2001, periodo in cui viene sostituito nel gruppo da Paul Bostaph e da Jon Dette, Lombardo partecipò come turnista in diversi gruppi, come Testament, Apocalyptica, Voodoocult, e fondò i Grip Inc., gruppo groove metal di buon successo.
La sua popolarità crebbe anche negli ambienti estranei all'heavy metal, registrando due album con il polistrumentista jazz John Zorn e collaborando con il direttore d'orchestra italiano Lorenzo Arruga nell'album Vivaldi: The Meeting (disco che propone un genere di musica barocca accompagnato da ritmi rock). Altra nota collaborazione è quella con il gruppo avantgarde metal Fantômas, progetto dell'ex Faith No More Mike Patton. Nel 1999 ottenne anche una piccola parte nel film Cremaster 2 di Matthew Barney.
Nel 2004 fece qualche apparizione dal vivo con i Metallica in alcuni brani in sostituzione di Lars Ulrich, assente per problemi di salute, mentre nel 2007 comparve nell'album Worlds Collide degli Apocalyptica come ospite nel brano Last Hope.
Dal 2016 collabora con i Misfits suonando la batteria nei loro tour.

### Il ritorno negli Slayer (2001-2013)

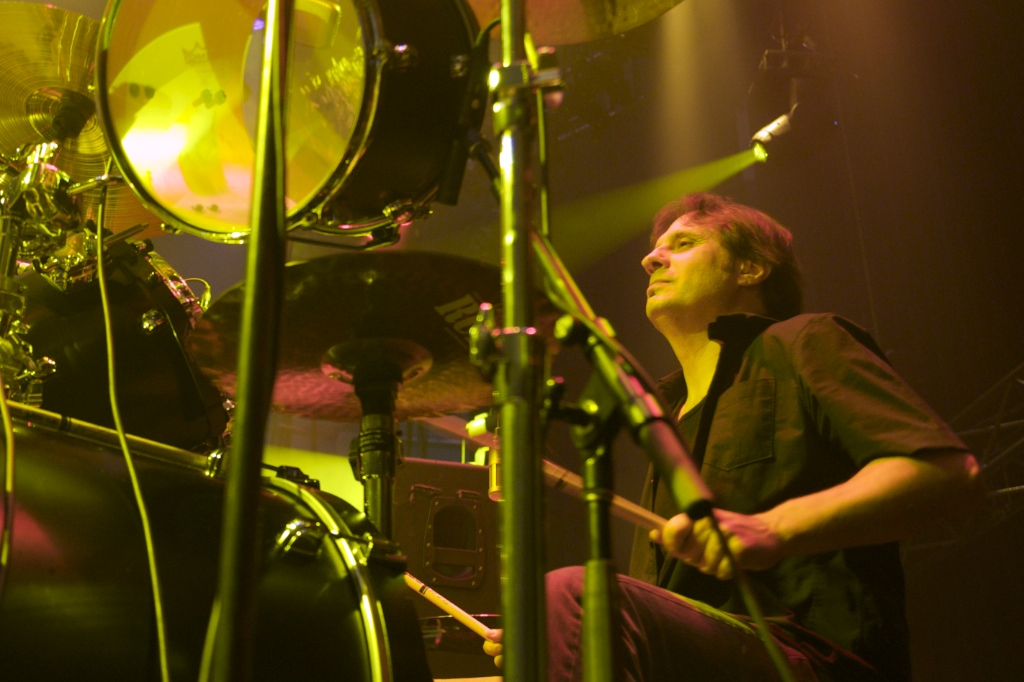
Dave Lombardo in concerto con gli Slayer nel 2009

Verso la fine del 2001 Paul Bostaph subì una lesione cronica al gomito che ostacolò la sua abilità nel suonare la batteria, portandolo alla decisione di lasciare gli Slayer. Senza un batterista con il quale concludere il God Hates Us All Tour, Kerry King decise di contattare Lombardo, chiedendogli se sarebbe stato disposto a suonare per gli ultimi concerti del tour. Lombardo accettò l'offerta e suonò per i 21 concerti rimasti; tuttavia dichiarò di non mantenere una posizione fissa nel gruppo.
Dopo il tour, gli Slayer continuarono nella ricerca di un nuovo batterista permanente e alcuni fan interessati al ruolo inviarono alcuni video in cui si cimentavano in canzoni quali Disciple, God Send Death, Stain of Mind, Angel of Death, Postmortem/Raining Blood, South of Heaven, War Ensemble e Seasons in the Abyss. Il gruppo ascoltò centinaia di registrazioni, stilando una lista di quali fossero i più adatti a ricoprire il ruolo e quali invece andassero scartati, notando però che la lista degli scartati era molto maggiore. Per quelli che avevano la possibilità di diventare batterista, il gruppo offrì un provino a Dallas o a San Francisco ma la maggior parte di essi non poterono partecipare a causa dei costi di volo. Gli Slayer ascoltarono circa 2-3 batteristi al giorno e la scelta ricadde su uno raccomandato da Lombardo. Tuttavia il gruppo scelse di riprendere Lombardo dopo aver deciso che non avrebbe trovato un batterista adatto e questi accolse la proposta, riportando così gli Slayer alla formazione originale.
Il 21 febbraio 2013 Lombardo annunciò che non avrebbe partecipato ai tour che si sarebbero tenuti in Australia a causa di problemi finanziari legati al tour disputato con il gruppo nell'anno precedente. Il suo posto è stato prima temporaneamente preso da Jon Dette, già membro temporaneo del gruppo nel 1996, quando l'allora batterista Paul Bostaph aveva abbandonato il gruppo per dedicarsi al progetto parallelo The Truth about Seafood, e poi, dal 30 maggio, proprio da Bostaph.

## Stile musicale
Già dal primo album degli Slayer, Show No Mercy del 1983, Lombardo sfoggia uno stile potente, preciso e veloce, nonostante allora non facesse ancora uso della doppia cassa (adottata dall'EP Haunting the Chapel), mettendo in evidenza una rilevante abilità nell'uso del pedale singolo.
Con l'album Hell Awaits del 1985, il suo stile diviene ancora più aggressivo, sfoggiando maggiore velocità e pattern ancora più tecnici. Dall'album successivo, Reign in Blood del 1986, dimostra alta precisione cronometrica e una chiara pulizia sonora. Nell'album Seasons in the Abyss del 1990, Lombardo mette da parte la velocità per dare maggior spazio alla tecnica.
Durante gli anni novanta e duemila, accumula una serie di esperienze al di fuori dell'ambiente heavy metal, tali che lo portano a maturare il suo stile, rendendolo più creativo e variegato, dove le ritmiche velocissime con la doppia cassa vengono accorpate con groove più tecnici e coloriti. In tempi recenti ha riscoperto anche l'interesse per le percussioni, che aveva abbandonato in giovane età.

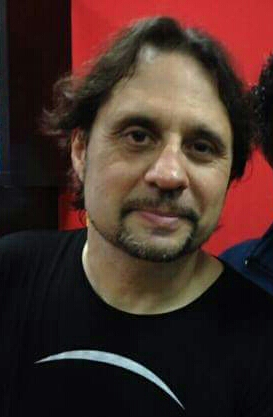
Dave Lombardo dopo una clinic a Telese Terme nel 2014

Lombardo viene spesso citato tra le influenze di molti batteristi del genere, tra cui Richard Christy dei Death e degli Iced Earth, Paul Mazurkiewicz dei Cannibal Corpse, Pete Sandoval, George Kollias, Joey Jordison, Peso dei Necrodeath, Raymond Herrera dei Fear Factory, Adrian Erlandsson dei Cradle of Filth, Jason Bittner degli Shadows Fall e The Rev degli Avenged Sevenfold.

## Discografia

### Con gli Slayer
- 1983 – Show No Mercy
- 1984 – Haunting the Chapel (EP)
- 1984 – Live Undead
- 1985 – Hell Awaits
- 1986 – Reign in Blood
- 1988 – South of Heaven
- 1990 – Seasons in the Abyss
- 1991 – Decade of Aggression
- 2003 – Soundtrack to the Apocalypse (box set)
- 2006 – Eternal Pyre (EP)
- 2006 – Christ Illusion
- 2009 – World Painted Blood

### Con i Grip Inc.
- 1995 – Power of Inner Strength
- 1997 – Nemesis
- 1999 – Solidify
- 2004 – Incorporated

### Con i Fantômas
- 1999 – Fantômas
- 2001 – The Director's Cut
- 2002 – Millennium Monsterwork 2000
- 2004 – Delìrium Còrdia
- 2005 – Suspended Animation

### Con i PHILM
- 2012 – Harmonic
- 2014 – Fire from the Evening Sun

### Con i Suicidal Tendencies
- 2016 – World Gone Mad
- 2018 – Get Your Fight On! EP
- 2018 – Still Cyco Punk After All These Years

### Con i Dead Cross
- 2017 – Dead Cross
- 2019 – Dead Cross (EP)
- 2022 – II

### Collaborazioni
- 1994 – Voodoocult - Jesus Killing Machine
- 1999 – John Zorn – Taboo and Exile
- 1999 – Testament - The Gathering
- 1999 – Lorenzo Arruga, Dave Lombardo & Friends - Vivaldi: The Meeting
- 2000 – John Zorn – Xu Feng
- 2003 – Apocalyptica - Reflections (nei brani Prologue, No Education, Somewhere Around Nothing, Resurrection e Cortège)
- 2005 – Pro-fé-cia - Hechos de Metal (nel brano Desvanecer al abismo)
- 2005 – Apocalyptica - Apocalyptica (nel brano Betrayal)
- 2005 – DJ Spooky vs. Dave Lombardo - Drums of Death
- 2007 – Apocalyptica - Worlds Collide (nel brano Last Hope)
- 2010 – Apocalyptica - 7th Symphony (nel brano 2010)
- 2010 – Sepultura - The Mediator Between the Head and Hands Must Be the Heart (nel brano Obsessed)
- 2013 – Tweaker – And Then There's Nothing (nel brano Grounded (Dave Lombardo Mix))
- 2017 – Tyler Bates – The Belko Experiment (Original Motion Picture Soundtrack) (nel brano California Dreamin' (Rock))
- 2020 – Body Count - Carnivore (nel brano Colors 2020)
- 2020 – David Ellefson - No Cover (nei brani Freewheel Burning e Riff Raff)
- 2022 – Annihilator - Metal II